# Platyscapa paschimaghatensis
Platyscapa paschimaghatensis är en stekelart som beskrevs av Priyadarsanan och Abdurahiman 1997. Platyscapa paschimaghatensis ingår i släktet Platyscapa och familjen fikonsteklar. Inga underarter finns listade i Catalogue of Life.